# Tomasz Kiendyś
Tomasz Kiendyś (* 23. Juni 1977) ist ein ehemaliger polnischer Radrennfahrer, der überwiegend im Straßenradsport aktiv war.

## Sportlicher Werdegang
Kiendyś begann seine Karriere 2001 bei dem Radsportteam Mikomax-Browar Staropolski, ab 2004 fuhr er für das polnische Continental Team Knauf. 2005 gewann er das Eintagesrennen Szlakiem Walk Majora Hubala. In der Saison 2006 gewann er jeweils eine Etappe bei der Tour Nord-Isère und beim Course de la Solidarité Olympique sowie die Gesamtwertungen der Dookoła Mazowsza und der Szlakiem Grodòw Piastowskich. Außerdem wurde Kiendyś Dritter beim Grand Prix Tartu.
Nach seinen Erfolgen wurde Kiendyś zur Saison 2077 Mitglied im polnischen Team CCC Polsat-Polkowice, das ab 2010 als Professional Continental Team lizenziert war. Insgesamt konnte er für das Team 17 Einzelsiege sowie weitere Siege mit dem Team erringen, die er überwiegend bei Rennen in seiner Heimat Polen einfuhr.
Nach der Saison 2016 beendete Kiendyś im Alter von 39 Jahren seine Karriere im Radsport.

## Erfolge
2005
Szlakiem walk majora Hubala
2006
eine Etappe Course de la Solidarité Olympique
Gesamtwertung Dookoła Mazowsza
Gesamtwertung und eine Etappe Szlakiem Grodòw Piastowskich
eine Etappe Rhône-Alpes Isère Tour
2007
Gesamtwertung und zwei Etappen Szlakiem Grodòw Piastowskich
Prolog Fléche du Sud
Prolog Tour of Małopolska
Gesamtwertung Szlakiem Walk Majora Hubala
2008
Memoriał Andrzeja Trochanowskiego
eine Etappe Szlakiem Grodòw Piastowskich
Grand Prix Jasna Gora-Stochowa
eine Etappe Mazovia Tour
2009
eine Etappe Tour de Taiwan
eine Etappe Tour du Maroc
Prolog Tour of Małopolska
Puchar Ministra Obrony Narodowej
2010
Gesamtwertung und eine Etappe Szlakiem Walk Majora Hubala
2011
Puchar Ministra Obrony Narodowej
2014
Mannschaftszeitfahren Dookoła Mazowsza
 Polnischer Meister – Paarzeitfahren (mit Adrian Kurek)
2015
Mannschaftszeitfahren Settimana Internazionale
2016
eine Etappe Dookoła Mazowsza